# 穆涅萨
穆涅萨，是西班牙阿拉贡自治区特鲁埃尔省的一个市镇。总面积130平方公里，总人口684人（2001年），人口密度5人/平方公里。